# Estimateur (Ancien Régime)
Pour les articles homonymes, voir Estimateur.
La fonction d'auxiliaires qu'occupaient les estimateurs dans la communauté provençale sous l'Ancien Régime apparaît dès le XIVe siècle.

## Fonctions des estimateurs
L'un de ces textes, en date du 26 mars 1788, donne à la fonction d'estimateur cette définition :
"Les estimateurs d'honneur, qui procèderont à la vérification et plantation des bornes et limites, aux estimations des dommages, des emplacements ou terrains et en toutes autres actions et matières mandamentales, soit pour l'intérêt du corps et communauté de la ville ou sur les ordres de MM. les Consuls, soit à la réquisition des particuliers, seront payés, chacun d'eux, par jour de vacation dans la ville et son faubourg, deux livres, lorsqu'ils procéderont dans le terroir, trois livres, s'ils finissent dans le même jour, sinon deux livres par jour en plus."
On voit bien, à la lecture de ce texte, le rôle technique que jouaient les estimateurs au sein de la communauté. On pourrait les assimiler à des experts fonciers. Ils intervenaient dans une multitude d'affaires, particulièrement celles liées à des conflits de voisinage. C'est notamment le cas dans des communautés rurales. Lorsque, le 15 février 1773, Joseph Décanis laisse son troupeau paître dans le champ de Joseph Niel, à Puyricard (terroir d'Aix-en-Provence), ce dernier se rend au greffe du village dénoncer l'intrus "pour faire payer au dit Décanis la peine de ban suivant le statut, sauf audit exposant de faire estimer le dommage qui lui a été causé". C'est précisément le dommage causé que les estimateurs vont devoir évaluer.

## Élection des estimateurs
Le plus anciens des textes faisant allusion à l'élection de ces hommes est probablement celui daté de 1595 (article 36):
"Les estimateurs de la ville seront nommés le jour du serment des nouveaux consuls et conseillers par les consuls sortant de charge et seront ballottés à ballottes secrètes. Ne seront gens de métiers, ni artisans". L'article 37 précise: "En l'élection des estimateurs ne pourront les parents des nommés opiner ni ballotter; et seront les règlements observés à leur égard aux degrés de parenté et alliance, comme à l'égard des consuls."
Avant l'élection, il appartenait aux estimateurs sortants de proposer chacun une personne qui lui succèderait. Le jour de l'élection, souvent le même jour que la fête du village, tous les propriétaires de la communauté se réunissaient dans une salle appartenant généralement au seigneur et, après avoir considéré la liste des proposés, votaient.
Quelques jours après l'élection, les estimateurs nouvellement élus prêtaient serment et leur charge commençait, pour une année.
Un règlement de 1598, sans doute pour clarifier certaines situations, précisait l'attitude à adopter dans le cas où un électeur était parent d'un candidat: "En l'élection des estimateurs ne pourront les parents des nommés opiner ni ballotter; et seront les règlements observés à leur égard aux degrés de parenté et alliance, comme à l'égard des consuls".
Après la Révolution, la fonction d'estimateur fut conservée mais le mode d'élection évolua quelque peu. Désormais, on les élisait au scrutin de liste et à la pluralité absolue des suffrages des officiers municipaux.

## Sources
- Institutions et vie quotidienne à Aix-en-Provence sous la Révolution, Ch. Derobert-Ratel, Edisud, 1981, p. 96.